# Didier Chagneau
Didier Chagneau, né le 11 juin 1972, est un joueur de pétanque français. 

## Clubs
- ?-? : AP La Ferrade Bègles (Gironde)
- ?-2008 : Boule d'Or de Castillon-la-Bataille (Gironde)
- 2009- : Burgigala pétanque (Gironde)

## Palmarès[1],[2]

### Séniors

#### Championnats du Monde
Champion du Monde
- Triplette 2006 (avec Sylvain Dubreuil, Michel Loy et Pascal Milei) :  Équipe de France

#### Championnats de France
Champion de France
- Triplette 2004 (avec Thierry Grandet et Laurent Planton) : AP La Ferrade Bègles

Finaliste
- Tête à Tête 2000 : AP La Ferrade Bègles

#### Coupe de France des clubs
Finaliste
- 2018 (avec Joël Cazeneuve, Johan Cazeneuve, Thierry Grandet, Fabienne Furlan, Jonathan Helfrick, Moïse Helfrick et Laurie Rambaud) : Burdigala pétanque

#### Masters de pétanque
Finaliste
- 2005 (avec Daniel Rizo, Thierry Grandet et Sylvain Pilewski) :  Équipe de France A'
- 2006 (avec Thierry Grandet, Sylvain Dubreuil et Karl Saulnier) :  Équipe de France A'

#### Mondial La Marseillaise
Vainqueur
- 2016 (avec Jean-Charles Dugeny et Thierry Grandet)

#### Millau

##### Mondial à pétanque de Millau (2003-2015)
Finaliste
- Tête à Tête 2008